# 奈镇
奈镇（法語：Nay，法語發音：[naj]）是法国大西洋比利牛斯省的一个市镇，位于该省东部略偏南，属于波城区。

## 地理
奈镇（43°10'48"N, 0°15'44"W）面积5.27 平方千米，位于法国新阿基坦大区大西洋比利牛斯省，该省份为法国东南部省份，涵盖了贝阿恩与北巴斯克，西临大西洋比斯開灣，北至朗德省，东北接热尔省，东临上比利牛斯省，南与西班牙接壤。
与奈镇接壤的市镇（或旧市镇、城区）包括：阿罗斯德奈、阿松、布尔代特、科阿拉兹、伊贡、米尔佩克斯。

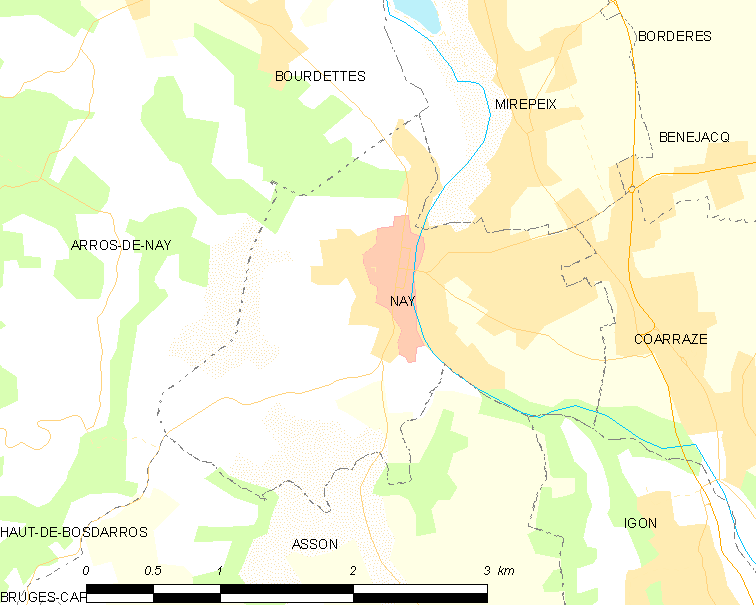
奈镇的OSM定位图

奈镇的时区为UTC+01:00、UTC+02:00（夏令时）。

## 行政
奈镇的邮政编码为64800，INSEE市镇编码为64417。

## 政治
奈镇所属的省级选区为乌佐姆河、激流与内兹河岸县。

## 人口

1962-2008年间奈镇人口变化图示

奈镇于2022年1月1日时的人口数量为3203人。